# 沙托勒纳尔
沙托勒纳尔（法語：Châteaurenard，法語發音：[ʃatoʁənaʁ]）是法国罗讷河口省的一个市镇，属于阿尔勒区。

## 地理
沙托勒纳尔（43°52'57"N, 4°51'18"E）面积34.95 平方千米，位于法国普罗旺斯-阿尔卑斯-蓝色海岸大区罗讷河口省，该省份为法国东南部沿海省份，北起沃克吕兹省，西接加尔省，南濒地中海，东临瓦尔省。
与沙托勒纳尔接壤的市镇（或旧市镇、城区）包括：埃拉格、格拉沃松、诺沃、罗尼奥纳、亞維農。

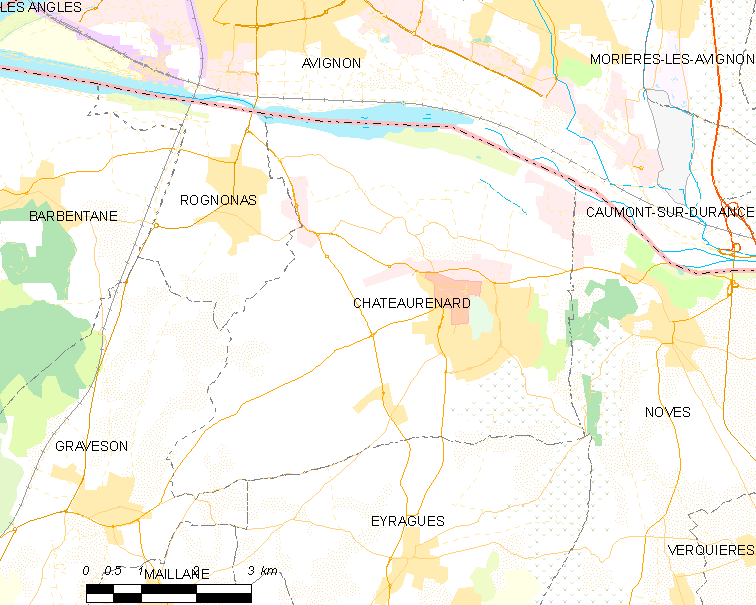
沙托勒纳尔的OSM定位图

沙托勒纳尔的时区为UTC+01:00、UTC+02:00（夏令时）。

## 行政
沙托勒纳尔的邮政编码为13160，INSEE市镇编码为13027。

## 政治
沙托勒纳尔所属的省级选区为沙托勒纳尔县。

## 人口

1962-2008年间沙托勒纳尔人口变化图示

沙托勒纳尔于2022年1月1日时的人口数量为16668人。